# Зустріч Антонія і Клеопатри у порту
Зустріч Антонія і Клеопатри у порту (англ. The Meeting of Anthony and Cleopatra) — ескіз композиції до великої фрески, котру планував створити венеційський художник Джованні Баттіста Тьєполо у палаці Лабіа.

## Талановитий, але не освічений Тьєполо
Джованні Баттіста народився у Венеції у бідняцькому кварталі Кастелло. Батько був шкіпером (капітаном комерційного човна), але був убитий під час бійки, вчиненої п'яничками-моряками. Удова виховувала шістьох дітей одна. Джованні Баттіста був наймолодшим, йому був лише рік, коли убили батька.
Мати привела хлопця, коли йому виповнилося чотирнадцять, у майстерню венеційського художника Грегоріо Лаццаріні (1665–1730). Лаццаріні надав помічнику необхідні технічні навички, але не займався ні його освітою, ні розвитком його здібностей. Дослідники пізніше доведуть, що вплив Грегоріо Лаццаріні на талановитого підлітка був мінімальним. Вже 1716 року молодий майстер брав участь у місцевій виставці як незалежний художник.
Але випробування лише починались. І всі вади та недоліки виховання Тьєполо, недоліки його освіти і як особистості, і як художника — лише почали виявлятись.

## Передумови створення
На початку 1740-х років вже немолодий митець звернувся до циклу картин, присвяченому стосункам римського полководця Марка Антонія та цариці Єгипту Клеопатри. Наприкінці 1740-х років він отримав замовлення на стінописи у парадній залі палаццо Лабіа у Венеції. Серед створених картин — «Зустріч Антонія і Клеопати у порту» та «Бенкет Клеопатри на честь Марка Антонія».
Створенню великих фресок передували ескізи. Ось коли вийшли на поверхню недоліки освіти славнозвісного митця, що не мав можливості у злиденну юність отримати класичну освіту. У ескізах він сміливо до наглості подавав легендарних персонажів як пихатих вельмож XVIII століття. Так, на ескізі «Зустрічі Антонія і Клеопатри» римський полководець цілує руки гордовитої цариці. Освічені знавці античності в оточенні художника одразу вказали на неприпустимість подібного жесту, оскільки в Стародавньому Римі не цілували рук навіть шляхетним дамам.

## Опис твору
З великого човна на берег перекинуто трап. Ним щойно зійшов на берег Марк Антоній. Серед натовпу, що зустрічає човен, — цариця Єгипту Клеопатра. Марк Антоній схилився у куртуазному поклоні для офірування цариці і цілує їй руку як вельможа XVIII століття. Тьєполо був поганим психологом, обличчя його персонажів зазвичай нецікаві. Майже незмінними вони переходять з картини у картину і тому цілком впізнавані.
Головні персонажі подані в оточенні натовпу, що зодягнений в умовно магометанське вбрання. Так неточно, умовно їх малювали тільки у Венеції (Джентіле Белліні, Якопо Тінторетто, Якопо Бассано, Франческо Фонтебассо тощо).
Такого вбрання у Єгипті не носили ні у добу Клеопатри (що був тоді грецьким, елліністичним), ні у добу самого Тьєполо. Не знаючись на тодішніх реаліях, неосвічений художник малював це вбрання на власний розсуд, як підказувала його багата уява. Ще більше нісенітниць у зображенні античних давньоримських човнів. На це вказали художнику теж.
Він таки послухав радників і в готових стінописах Антоній не буде цілувати рук цариці Єгипту. Але виправляти маленький ескіз художник не побажав.

## Провенанс
1845 року ескіз до майбутньої фрески у венеційському палаццо Лабіа придбали для Королівського інституту у місті Единбург. Згодом твір Тьєполо передали до Національної галереї Шотландії.